# وداعا يا ولدي (فلم)
وداعا يا ولدي  فيلم جريمة ودراما مصري للمخرج تيسير عبود عام 1986 وهو مأخوذ عن رواية الكاتب الروسي نيكولاي جوجول «تراس بولبا Taras Bulba» الصادرة في 1835 وكتب النسخة المصرية من الرواية والسيناريو والحوار صلاح فؤاد، المؤلف وكاتب القصص القصيرة. الفيلم من بطولة سميرة أحمد، ممدوح عبدالعليم، صلاح قابيل، هالة صدقي، كمال أبو رية، وصبري عبدالمنعم  وتدور الأحداث حول زوجة، وأم لطفلين، يسجن زوجها ظلمًا ويموت في السجن حزنًا، وتتفانى الأم في تربية الطفلين ولكن ينشأ أحدهما فاشل في الدراسة يتاجر في المخدرات ويحسن وضع الأسرة، والثاني ضابط شرطة يلاحق تجار المخدرات.
صدر الفيلم إلى دور العرض المصرية في يناير 1986.
منح موقع قاعدة بيانات الأفلام العربية «السينما.كوم» الفيلم درجة 5.3/ 10.

## طاقم التمثيل
سميرة أحمد: في دور ناعسة (والدة حسن وعادل وزوجة زكي الدمنهوري)
ممدوح عبد العليم: في دور حسن زكي الدمنهوري (زيكا)
صلاح قابيل: في دور المعلم بليغ منصور (تاجر المخدرات)
هالة صدقي: في دور منال/ نعناعة (صاحبة حانة وعشيقة حسن)
كمال أبو رية: في دور عادل زكي الدمنهوري (ضابط الشرطة في مباحث مكافحة المخدرات وشقيق حسن)
صبري عبد المنعم: في دور أبو داود (زعيم عصابة جمع الإتاوات من العاملين بالميناء)
حسن حسني: في دور زكي الدمنهوري (زوج ناعسة ووالد حسن وعادل)
سيد حاتم: في دور برقوشي
سيد صادق: في دور علي (مساعد زكي الدمنهوري)
أحمد العضل: في دور محروس (سائق زكي الدمنهوري)
ألفت سكر: في دور صاحبة بيت (تعمل لديها ناعسة)
وسام حمدي: في دور حسن (في مرحلة الطفولة)
رأفت ماهر لبيب: في دور عادل (في مرحلة الطفولة)
هشام عبد الله: في دور المدمن
شكري منصور: في دور رجل في الحانة
بالاشتراك مع: سامي طموم – شيرين الطيبي – جمال صالح – سمير رستم – مصطفى المعاون – عبد المنعم النمر – سيد غريب – محمد جلال – نادية شمس الدين 

## أحداث الفيلم
يعمل زكي الدمنهوري (حسن حسني) أمين خزينة في كفرالدوار، وهو متزوج من ناعسة (سميرة أحمد) وله إبنان صغيران حسن (وسام حمدي) وعادل (رأفت لبيب). يخدعه مساعده (سيد صادق) والسائق (أحمد العضل) ويسرقان الخزينة، ويتهم هو بالسرقة، كما يعترف المساعد والسائق عليه. يحكم على زكي بالسجن، ظلما، ويموت في السجن حزينا. تسافر ناعسة إلى الإسكندرية، هروبا من الفضيحة، وتعمل في أحد المصانع، ويتحرش بها رئيس العمال ويتسبب في فصلها، لتعمل في أحد البيوت، ولكن صاحبة البيت (ألفت سكر) تتهم ابنها بالسرقة وتترك العمل. تعمل ناعسة، مع ابنها حسن، في بيع الجرائد، بينما يلتحق عادل بالمدرسة. تم القبض على المساعد والسائق وتثبت براءة زكي بعد فوات الأوان. يشب حسن (ممدوح عبد العليم) ويعمل حمالا في الميناء، ويحصل عادل (كمال أبو رية) على الثانوية العامة ويلتحق بكلية الشرطة. يقاوم حسن رجال أبو داود (صبري عبد المنعم) الذين يفرضون إتاوة على العاملين بالميناء، وينتصر عليهم مما يدفع بليغ منصور (صلاح قابيل)، تاجر المخدرات، لأن يعرض على حسن العمل معه، ويرفض حسن. تمرض ناعسة وتحتاج إلى عملية جراحية تتكلف 10 آلاف جنيها، ولا يجد حسن بداً من اللجوء إلى بليغ منصور والعمل في تجارة المخدرات. يكسب حسن مبالغ كبيرة وينتقل مع أمه وأخيه إلى منزل كبير، لا يدل أبدا على دخله البسيط من التجارة. يلتقي حسن بصاحبة الحانة منال (هالة صدقي) بعد ان أصابه رجال أبو داود برصاصة في كتفه، وتصطحبه لبيتها حتى يشفى تماماً. يقيم حسن علاقة مع منال، ويفتتح معرضا لتجارة السيارات ليخفي وراءه تجارته في المخدرات. يطلب حسن من بليغ نسبة، من تجارة المخدرات، تصل إلى 60% ويضطر بليغ للموافقة. يخرج أبو داود من السجن ويتفق معه بليغ ضد حسن، بينما يتخرج عادل من كلية الشرطة ويعين بالصعيد، بعض الوقت، ثم ينتقل للإسكندرية ويعمل في مباحث مكافحة المخدرات. يسند لعادل مهمة القبض على تجار المخدرات بليغ وأبو داود وزيكا (الاسم الحركي لحسن). تحمل منال من حسن، فيقرر أن يتزوجها، وفي يوم الزفاف يقتلها أبو داود ويقتل مساعده المرجوشي (سيد حاتم)، ويقتل حسن أبو داود ورجاله، وبليغ منصور ورجاله، ويطلب منه أخيه أن يستسلم فيرفض. يحاول حسن الهرب فيطلق عليه عادل النار ويقتله ويحصل على ترقية استثنائية.

## استقبال الفيلم
كتب الناقد محمود قاسم على موقع مصرس في 11 أكتوبر 2011: "الفيلم عن قصة "تراس بولبا Taras Bulba" وهو اسم الرواية التاريخية المشهورة للكاتب الروسي نيكولاس جوجول، وهي منشورة كاملة في سلسلة الألف كتاب، والرواية تحولت إلي فيلم أمريكي مهم أخرجه جاك لي طومبسون عام 1962، من بطولة يول براينر وتوني كيرتس  والفيلم بمثابة معالجة للنصف الأول فقط من الرواية، حين يقوم الأب بإطلاق الرصاص علي صدر ابنه لتطهيره من خيانة الوطن، حيث تسلل الابن إلي القلعة التي فيها محبوبته، وانضم إلي قوات الأعداء"، ويتابع الناقد قائلاً: "أننا في دراسة ظاهرة الاقتباس في السينما المصرية والعربية نعاني أن كتَّاب السيناريو يتعمدون دوماً عدم ذكر اسم المصدر الأصلي للفيلم، ونكاد نجزم أن أكثر من 80% من أفلامنا مقتبس من نصوص عالمية"، يشرح الناقد أن الفيلم المصري "وداعا يا ولدي" مأخوذ بنسبة كبيرة تصل إلى حد التطابق مع الفيلم الهندي Deewaar  للمخرج ياش شوبرا عام 1975 وبطولة أميتاب باتشان، وشاستي كابور، وعرض في مصر تحت عنوان "تجاري"، وذكر الناقد أن كثيراً من الأفلام المصرية مأخوذ من أفلام هندية حيث كتب: "أن المتفرج المصري يحب التوليفة التجارية الهندية، ابتداء من "من أجل أبنائي" إلي "اسمي خان"، وأضاف: "يجب ألا ننسي أن الفيلم الشهير "سنجام" عبارة عن معالجة هندية مليئة بالتطويل من الفيلم الأمريكي الشهير "جسر ووترلو" إخراج ميرفن ليروي عام 1940"، ويلخص الناقد في نهاية مقالته: "في حاجة إلي باحث، لا يأخذ البيانات المذكورة عن مصادر الأفلام كما يسوقها لنا من كتب الفيلم، سواء علي الشاشة أو علي الملصق السينمائي، أو في إعلانات الصحف أو أي وسيلة أخري، لكن تري هل لدينا مثل هذا الباحث، لذا، اعتقد أن الكثير ممن يكتب عن علاقة النص بالفيلم سوف تشوبه الأخطاء مهما كانت ثقافة الباحث وأيضاً مهما حاول كاتب الفيلم أن "يلوي"عنق الحقيقة."

## وصلات خارجية
- مقالات تستعمل روابط فنية بلا صلة مع ويكي بيانات
- وداعا يا ولدي على موقع الدهليز
- وداعا يا ولدي على موقع كاروهات